# Zliechov
Zliechov je naseljeno mjesto u okrugu Ilava u  Trenčínskom kraju u Slovačkoj.

## Stanovništvo
| Godina:     | 1993. | 2003.    | 2013.   | 2023.   |
| ----------- | ----- | -------- | ------- | ------- |
| Broj ljudi: | 725   | 624      | 605     | 570     |
| Razlika:    |       | -13,93 % | -3,04 % | -5,78 % |

| Godina:     | 2022. | 2023.   |
| ----------- | ----- | ------- |
| Broj ljudi: | 568   | 570     |
| Razlika:    |       | +0,35 % |

Prema podacima o broju stanovnika iz 2023. godine naselje je imalo 570 stanovnika.

## Vanjske poveznice
|  | Zajednički poslužitelj ima još gradiva o temi Zliechov |

- Službena stranica naselja (sl.)